# Wyspy Los Frailes
Wyspy Los Frailes (hiszp. Islas Los Frailes) – archipelag skalistych wysepek porośniętych gdzieniegdzie krzewami, leżących w grupie Wysp Zawietrznych, w archipelagu Małych Antyli na Morzu Karaibskim, na północ od wybrzeży Wenezueli. Wchodzą w skład Dependencji Federalnych, integralnej części Wenezueli. Współrzędne geograficzne: 11°12′00″N 63°45′00″W/11,200000 -63,750000.
Archipelag składa się z 10 wysp:
- Chepere
- Guacaraida
- Puerto Real
- Nabobo
- Cominoto
- Macarare
- Guairiare
- Guacaraida
- La Balandra
- La Peche

Największa wyspa, nazywana Fraile Grande lub Puerto Real ma 2200 m długości i zajmuje powierzchnię 0,75 km².
Najwyższe wzniesienie nad poziom morza, 91 m, znajduje się na wysepce wysuniętej najdalej na południe.
8 km na północ od Los Failes leży Roca del Norte (Północna Skała), o wysokości 3 m n.p.m.